# Olympische Sommerspiele 2000/Teilnehmer (Tschad)
| Gelbes Symbol für Goldmedaillen mit stilisierten Olympischen Ringen | Graues Symbol für Silbermedaillen mit stilisierten Olympischen Ringen | Braundes Symbol für Bronzemedaillen mit stilisierten Olympischen Ringen |
| ------------------------------------------------------------------- | --------------------------------------------------------------------- | ----------------------------------------------------------------------- |
| —                                                                   | —                                                                     | —                                                                       |

Tschad nahm an den Olympischen Sommerspielen 2000 in der australischen Metropole Sydney mit zwei Athleten, einer Frau und einem Mann, in einer Sportart teil.
Seit 1964 war es die achte Teilnahme des afrikanischen Staates an Olympischen Sommerspielen. 

## Flaggenträger
Die Leichtathletin Kaltouma Nadjina trug die Flagge des Tschad während der Eröffnungsfeier im Stadium Australia.

## Teilnehmer nach Sportart

### Leichtathletik
- Kaltouma Nadjina
Frauen, 200 m: in der 1. Runde ausgeschieden (23,81 s)
Frauen, 400 m: im Viertelfinale ausgeschieden (52,60 s)
- Moumi Sébergué
Männer, 100 m: in der 1. Runde ausgeschieden (11,00 s)